# Semih Aydilek
Semih Aydilek (Francoforte sul Meno, 16 gennaio 1989) è un ex calciatore tedesco, di ruolo attaccante.